# Corethrella mitra
Corethrella (Corethrella) mitra – gatunek muchówki z rodziny Corethrellidae.
Gatunek ten został opisany w 2012 roku przez Arta Borkenta i Ulmara Grafe, wyłącznie na podstawie samic.
Muchówka o czole z dwoma dużymi szczecinkami między oczami. Czułki ma brązowe z członami biczyka od pierwszego do czwartego wydłużonymi. Głaszczki ma jednolicie brązowe. Ciemnobrązowe pleura tułowia kontrastują z jaśniejszym scutum. Na skrzydłach brak pigmentowanych łusek. Przezmianki jak i scutellum są ciemnobrązowe. Odnóża są jasnobrązowe z nieco przyciemnioną nasadową połową ud tylnej pary. Odwłok jest brązowy z jaśniejszymi tylnymi krawędziami części tergitów.
Owad znany wyłącznie z Borneo: z Parku Narodowego Ulu Temburong w Brunei oraz malezyjskich stanów Sabah i Sarawak. Zamieszkuje dojrzałe lasy dwuskrzydlowe porastające zbocza na wysokościach 60–340 m n.p.m..